# Eindeutschung
Unter einer Eindeutschung – auch (das) Eindeutschen sowie (die) Germanisierung und (das) Germanisieren genannt – versteht man die Angleichung der Schreibung von Fremdwörtern an die deutsche Laut-Buchstaben-Zuordnung. Unter Verdeutschung hingegen versteht man die Ermittlung deutscher Entsprechungen für Fremdwörter.
Bei Orts- und Familiennamen ist die Eindeutschung ein diachronischer Prozess, bei dem das Fremdwort durch Wegfall, Modifizierung oder Hinzufügen von Lauten den deutschen Silben und Morphemen angepasst wird.

## Beispiele für erfolgte Eindeutschungen
- Büro für Bureau
- Fassade für Façade
- Fete für Fête
- Geografie neben Geographie
- Hatschek neben Háček
- Keks für Cakes
- Klub neben Club
- Portmonee neben Portemonnaie
- Schal für Shawl
- Soße neben Sauce
- Streik für Strike

Allerdings finden sich auch Beispiele für gegenläufige Tendenzen bzw. nicht durchgesetzte Eindeutschungen. So wurden die folgenden Eindeutschungen von der Dudenredaktion oder dem Rechtschreibrat wieder zurückgenommen:
- Karakter für Charakter
- Kautsch für Couch
- Kola für Cola
- Schofför für Chauffeur
- tränieren für trainieren
- Tschardasch für Csárdás
- Butike für Boutique
- Fassette für Facette
- Krem bzw. Kreme für Crème, auch Creme
- Majonäse für Mayonnaise
- Joga für Yoga
- Nessessär für Necessaire
- Buklee für Bouclé
- Kusine für Cousine
- Panter für Panther
- Spagetti für Spaghetti
- Zäsium für Caesium, auch Cäsium

## Ortsnamen
Die Siedlungsaktivitäten deutscher Siedler waren von der Eindeutschung bereits bestehender Flur- und Ortsnamen begleitet. Die Ausgangwörter lassen sich auf folgende fünf Sprachfamilien aufteilen:

### Slawisch
- Danzig (Gdańsk)
- Bautzen (Budišin)
- Graz (Grádec)

### Romanisch
meist vulgärlateinisch oder rätoromanisch
- Montabaur (Mons Tabor)
- Bozen (Baudianum)
- Köln (Colonia)

### Germanisch
eine nicht als Derivat des (Vor)althochdeutschen zu kategorisierende Sprache
- Niebüll (Nibøl)
- Sylt (Sild)
- Harrislee (Haringslof)

### Baltisch
durch die Ostkolonisation entstandene Ortsnamen auf dem Gebiet des Deutschordensstaates. Meist altpreußisch (in Ostpreußen) oder livisch (in Kurland)
- Tilsit (Tilžė)
- Ragnit (Ragas)
- Windau (Vǟnta)

### Vorrömisch
meist keltisch oder rätisch
- Kempten (Καμβοδουνον)
- Bregenz (Brigantion)
- Mainz (Moguntiacum)

### Exonym
Daneben gibt es noch eingedeutschte Namen von Orten, die nie eine autochthone deutschsprachige Bevölkerung hatten, wie etwa
- Mailand (Milano)
- Moskau (Москва́)
- Theben (Θῆβαι)

Aufgrund von deren überregionaler Bedeutung wurden sie aber dennoch eingedeutscht.

## Familiennamen
Bei Familiennamen ist der Prozess schwieriger greifbar. Je früher der Träger des Namens in den deutschsprachigen Raum eingetreten ist, desto stärker zeigt sich die Eindeutschung. Hier spielen auch persönliche Faktoren wie Literalität und Mundart eine Rolle. Es gelten in etwa dieselben Kategorien wie bei den Ortsnamen, ergänzt durch altpreußisch, lettisch und litauisch.
In der Zeit des Humanismus kamen antike Sprachen in Mode, sodass es den umgekehrten Prozess gab (siehe Latinisierung der Personennamen).

## Rechtliche Möglichkeiten zur Eindeutschung von Namen

### Standesamtliche Ebene
In Deutschland bietet seit 2007 der Art. 47 EGBGB Personen, die die deutsche Staatsbürgerschaft erhalten haben, die Möglichkeit, ihre Namen einzudeutschen bzw., wie der juristische Fachbegriff lautet, „anzugleichen“. Damit soll der Umgang im allgemeinen Geschäftsgebaren (z. B. Katalogbestellungen) sowie die Integration erleichtert werden. Die Möglichkeiten sind dabei in zwei Fallgruppen zu unterscheiden, eine formelle und eine materielle. Formal soll ermöglicht werden, Strukturen fremden Namensrechts wie Vatersnamen und Namensketten aufzulösen und in das grundsätzliche Prinzip von Vor- und Nachname einzubinden. Die materiellen Möglichkeiten lassen inhaltliche Veränderungen zu. So können Vornamen wie Aleksandr und Krystyna zu Alexander und Christina, Nachnamen wie Šmok oder Heydebrekt zu Schmock oder Heidebrecht angeglichen werden.
Auch die Annahme eines ausschließlich deutschen Vornamens oder eines ergänzenden deutschen Vornamens ist möglich.

### Öffentlich-rechtliche Ebene
Kann eine gewünschte oder als notwendig erachtete Änderung über das Standesamt nicht erreicht werden, besteht noch die Möglichkeit einer Eindeutschung nach den Vorschriften des Namensänderungsgesetzes. Im Punkt 37.2 der dazugehörigen Verwaltungsvorschrift werden weitere Tatbestände zur Änderung genannt.

## Einzelbelege
1. ↑  Eindeutschung, eindeutschen – Duden, Bibliographisches Institut, 2019; im erstgenannten Eintrag mit Verweis auf den Zweitgenannten und im zweitgenannten Eintrag u. a. auch mit „der deutschen Sprache angleichen, anpassen“
2. ↑  Eindeutschung, eindeutschen – DWDS, 2020; im erstgenannten Eintrag mit Verweis auf den Zweitgenannten und im zweitgenannten Eintrag, zur Bedeutung, u. a. auch mit „etw. deutsch machen“ sowie, in der dortigen Synonymgruppe, mit „germanisieren“, „ins Deutsche übersetzen“ und „verdeutschen“
3. ↑  eindeutschen, germanisieren – Wissen.de, abgerufen am 2. Februar 2020
4. ↑  Ines Bose, Ursula Hirschfeld, Baldur Neuber, Eberhard Stock: Einführung in die Sprechwissenschaft: Phonetik, Rhetorik, Sprechkunst. Narr Francke Attempto Verlag, 2016, ISBN 3-8233-7992-5.
5. ↑  Christian Zschieschang: "Das Land tuget gar nichts": Slaven und Deutsche zwischen Elbe und Dübener Heide aus namenkundlicher Sicht. Leipziger Universitätsverlag, Leipzig 2004, ISBN 3-937209-58-1.
6. ↑  Konrad Kunze: DTV-Atlas Namenkunde: Vor- und Familiennamen im deutschen Sprachgebiet. Deutscher Taschenbuch Verlag, 2004, ISBN 3-423-03266-9.